# Edmund Dorer
Edmund Dorer (* 15. Juni 1831 in Baden, Kanton Aargau; † 5. Mai 1890 in Dresden) war ein Schweizer Dichter, Übersetzer und Hispanist.

## Leben
Edmund Dorer, Sohn des Politikers und Schriftstellers Eduard Dorer-Egloff und Bruder des Bildhauers Robert Dorer, studierte Philosophie in München, Leipzig und Berlin. 1860 und 1861 reiste er nach Spanien und beschäftigte sich mit der spanischen Literatur. Anschließend übersetzte er spanische Gedichte. 1870 bis zu seinem Tod lebte er in Dresden. 1881 erhielt er den Dichterpreis der Real Academia Española in Madrid.
Von Dorers eigenen Gedichten ist heute noch sein Weihnachtsgesang einem größeren Publikum bekannt.

## Werke (Auswahl)
- Roswitha, die Nonne von Gandersheim , H.R. Sauerländer, Aarau 1857
- Die Lope de Vega-Literatur in Deutschland. Bibliographische Uebersicht, Zürich 1877
- Cervantes und seine Werke nach deutschen Urtheilen, Leipzig 1881
- Beiträge zur Calderon Literatur, Dresden 1884
- Edmund Dorer’s Nachgelassene Schriften, hrsg. v. Adolf Friedrich Graf von Schack, Dresden 1893